# 奧多貝什蒂鄉 (登博維察縣)
44°37′N 25°34′E / 44.617°N 25.567°E
奧多貝什蒂鄉（羅馬尼亞語：Comuna Odobești, Dâmbovița），是羅馬尼亞的鄉份，位於該國南部，由登博維察縣負責管轄，面積38平方公里，海拔高度144米，2007年人口4,986，人口密度每平方公里133人。